# Dolina Mnikowska
Dolina Mnikowska – wąwóz o długości około 2 km w dolinie Sanki, położony na zrębie tektonicznym Garbu Tenczyńskiego w obrębie Wyżyny Krakowsko-Częstochowskiej, w Mnikowie (gmina Liszki).

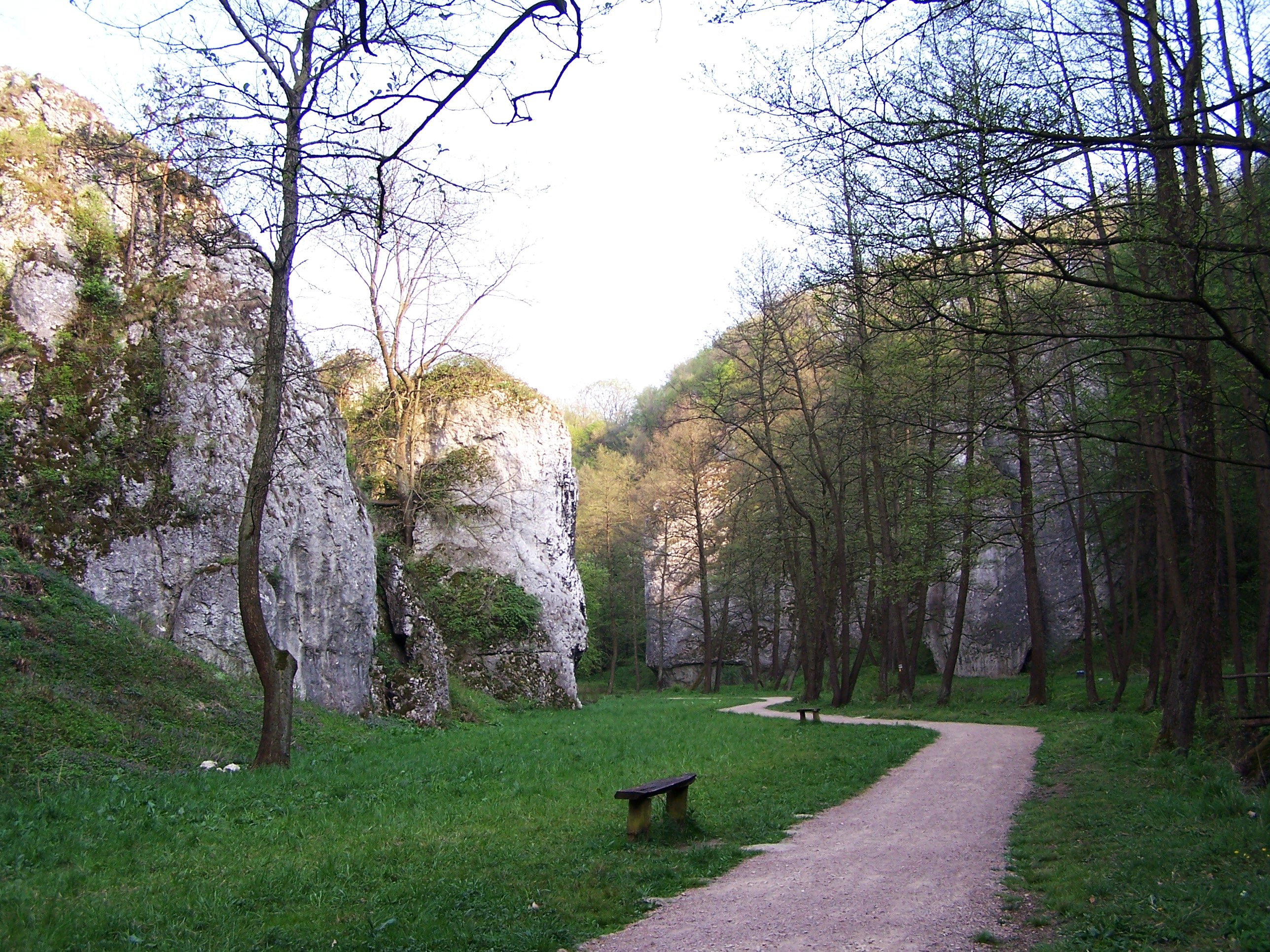

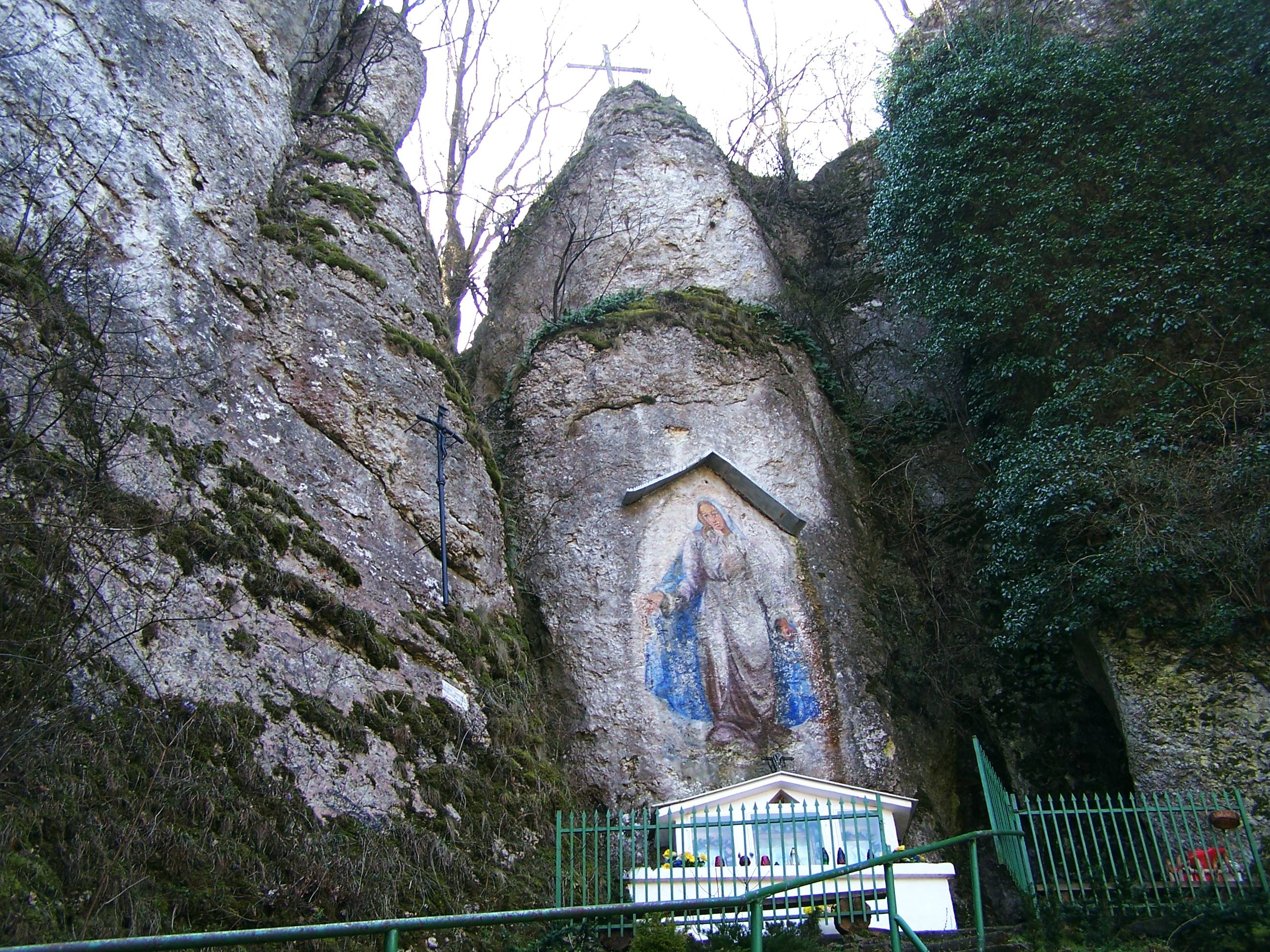

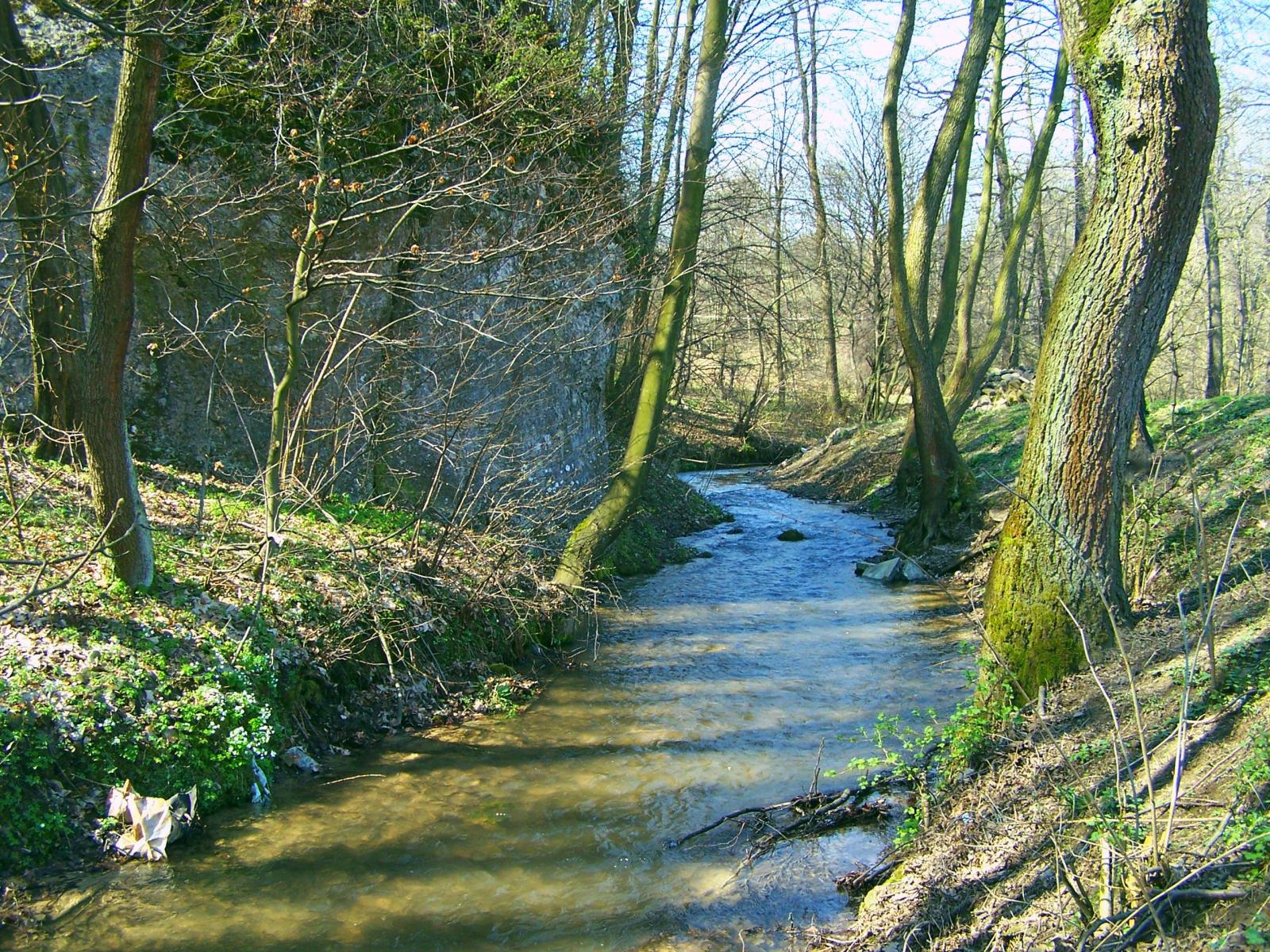

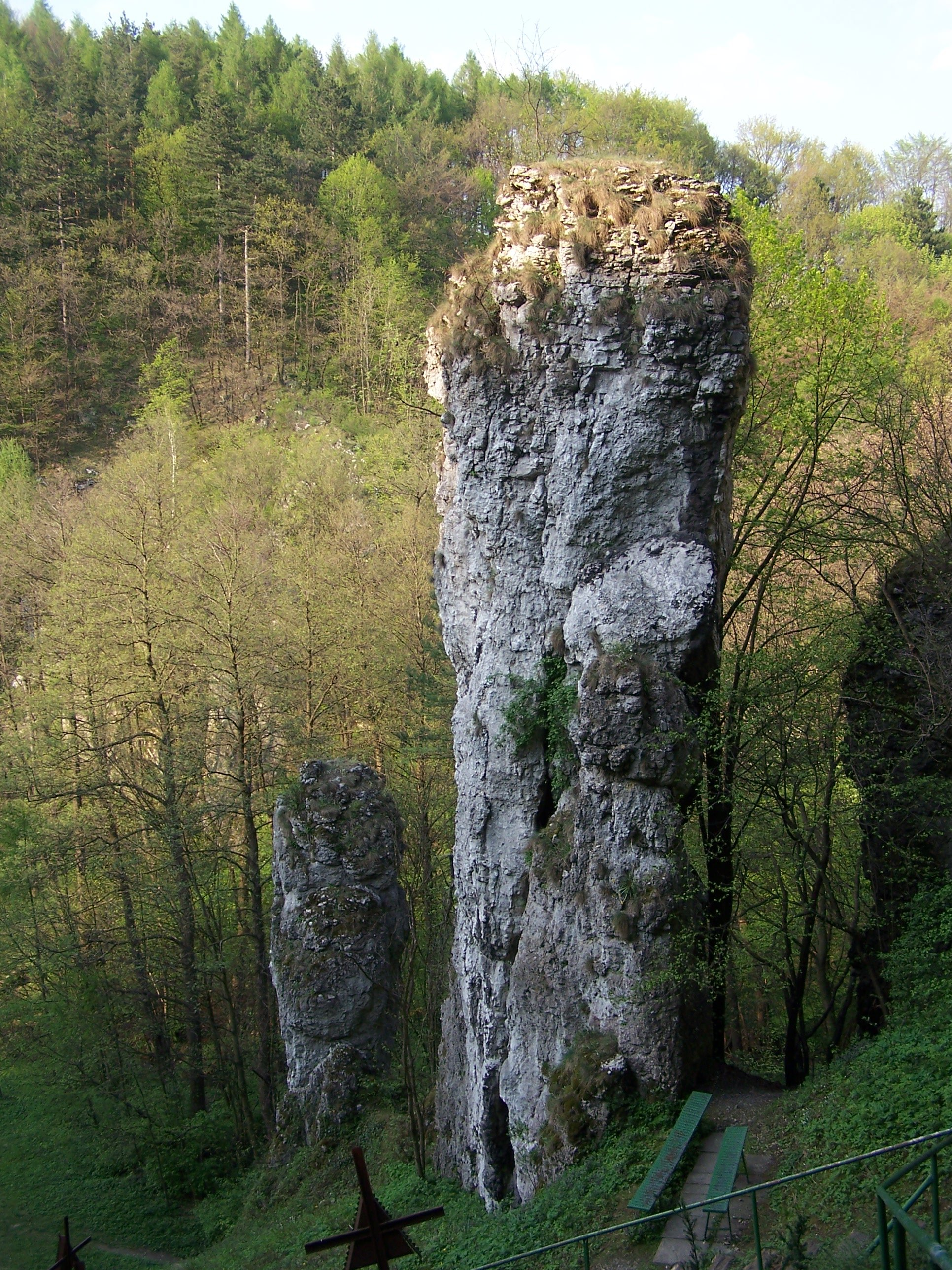

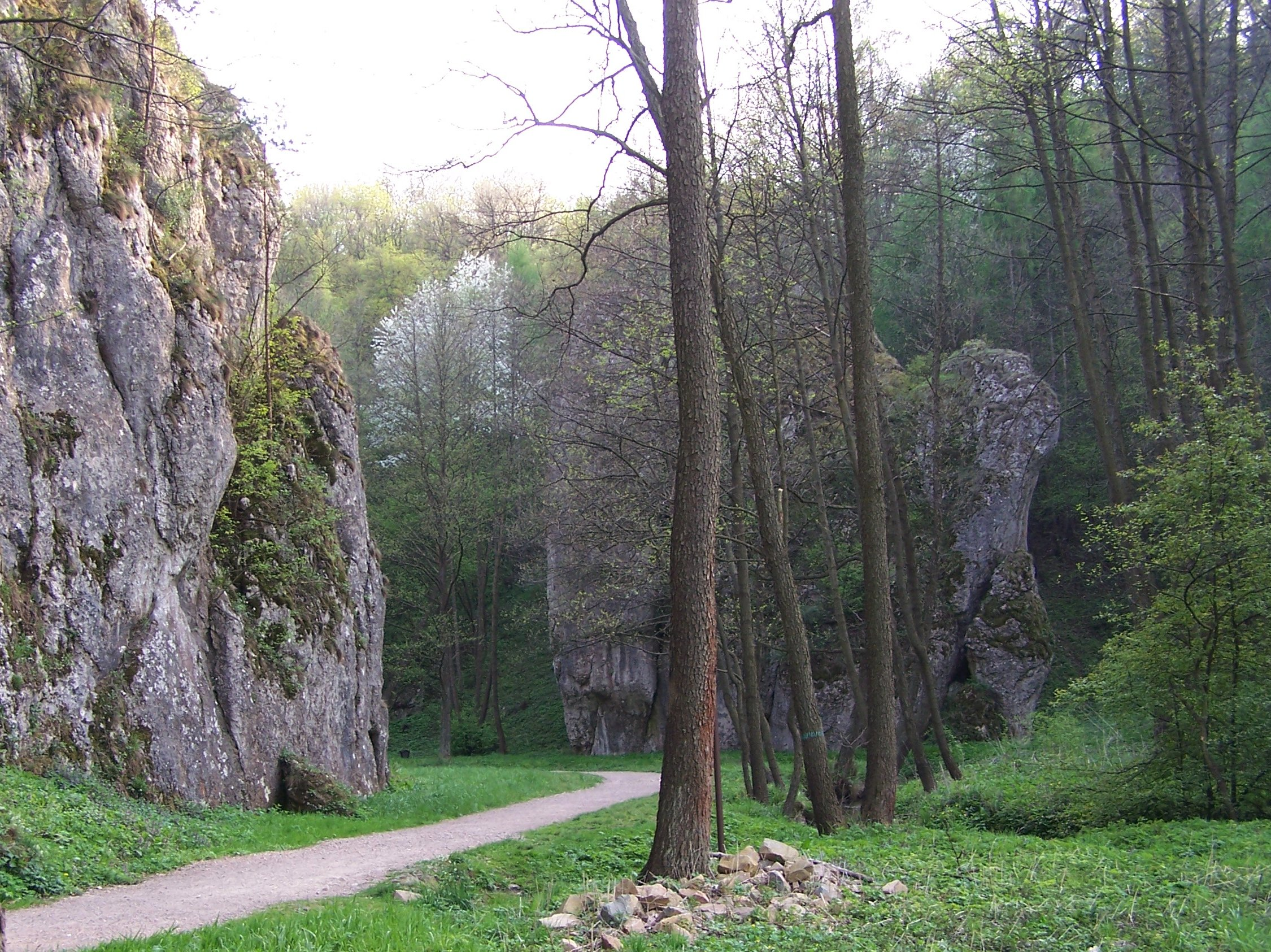

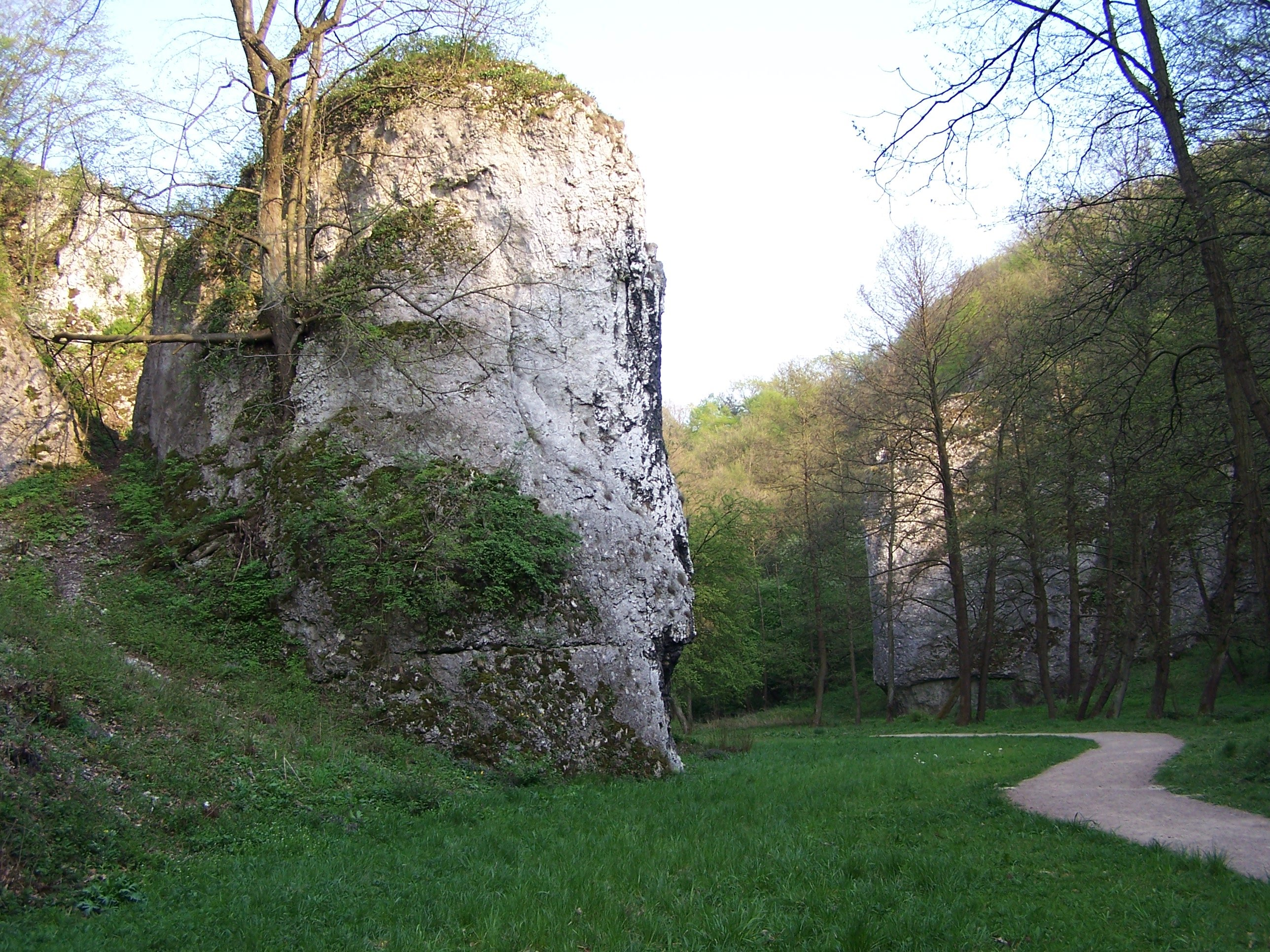

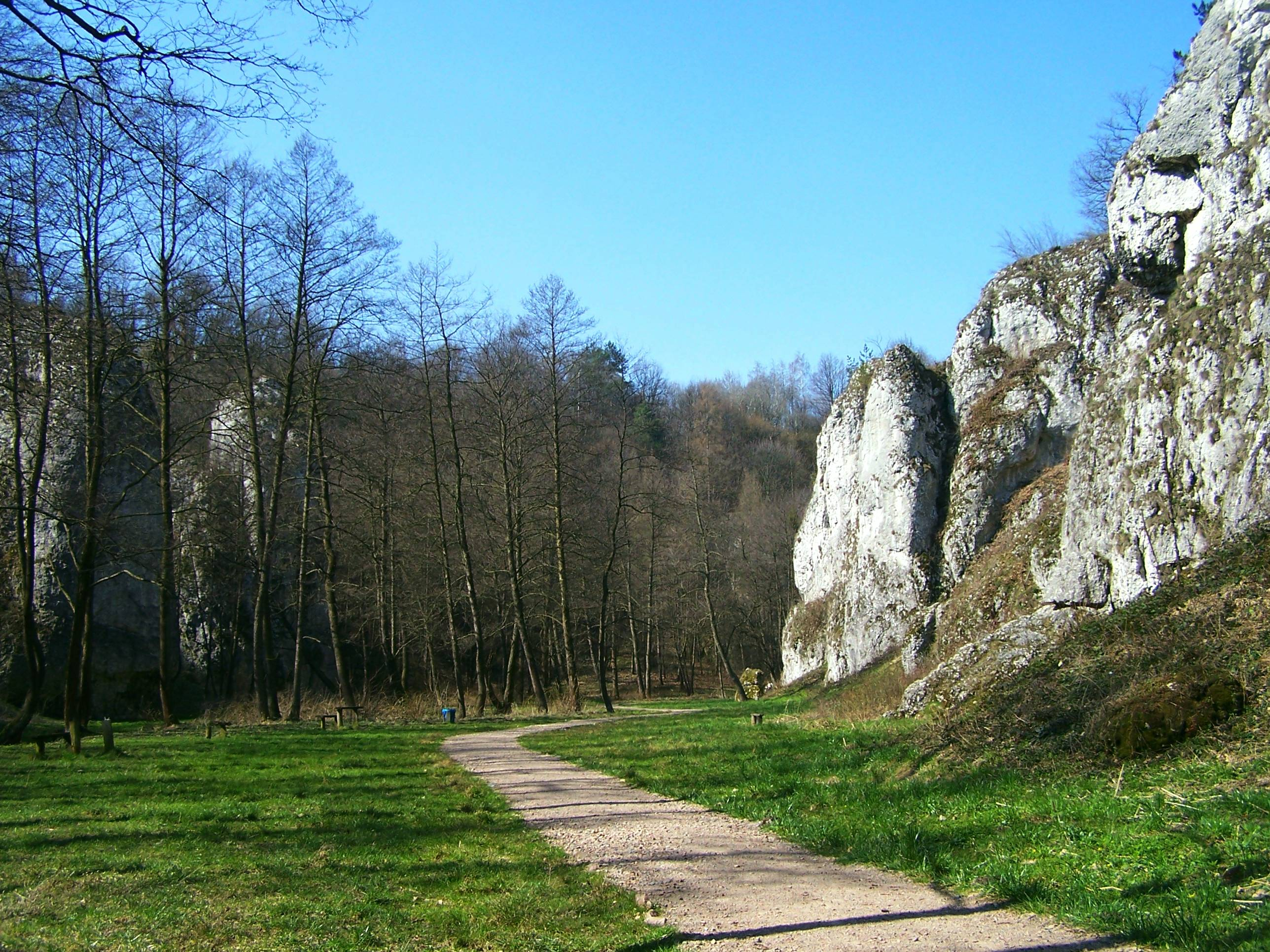

Północna część wąwozu stanowi krajobrazowy rezerwat przyrody Dolina Mnikowska o powierzchni 20,89 ha na obszarze Tenczyńskiego Parku Krajobrazowego, na terenie Nadleśnictwa Krzeszowice. Utworzony został w 1963 r.

## Opis
Głębokość wąwozu wyciętego w wapieniach jurajskich dochodzi do 80 m. Skały tworzą bardzo strome ściany, wrota skalne lub pojedyncze iglice. Znajduje się w nich ok. 17 jaskiń i schronisk, niektóre z nich noszą ślady zamieszkania przez ludzi w czasach prehistorycznych. W górnej części rezerwatu, tuż przy ścieżce szlaku turystycznego wybija Źródło w Dolinie Mnikowskiej. Wypływająca z niego woda uchodzi do Sanki płynącej dnem doliny.
W środkowej części rezerwatu znajduje się polanka. Ponad nią, w południowych ścianach w zakolu zwanym Cyrkiem, we wnęce skalnej urządzono ołtarz z dużym naskalnym obrazem Matki Boskiej Skalskiej. Pierwotny obraz, namalowany przez Izydora Jabłońskiego (wcześniej uważano, że autorem wizerunku jest Walery Eljasz-Radzikowski) w 1863 r., został zniszczony i nieudolnie odtworzony. Został ponownie zrekonstruowany. Obok jest wylot Jaskini nad Matką Boską o długości 82 m. Na polance znajdują się ławeczki dla turystów.
Ksiądz Karol Wojtyła dotarł tutaj w czasie wycieczki z krakowskiego Salwatora 27 kwietnia 1952. Dla upamiętnienia tego wydarzenia co roku w niedzielę najbliższą rocznicy tej wizyty odprawiane są tutaj msza św. i nieszpory.
W skład krajobrazu kulturowego Doliny Mnikowskiej, oprócz ołtarza i obrazu, wchodzą również stacje drogi krzyżowej, krzyż na szczycie skały, tablice informacyjne, a także sama polanka i bezleśna część wąwozu, które powstały w wyniku prowadzonej od wieków gospodarki rolniczej – wypasu i koszenia.

Niedaleko Bielan posiadają XX. kameduli wioskę zwaną Mników. Ze szczytu bielańskiej góry przenieśliśmy się w jej rozkoszną dolinę, najmilszą jaką sobie tylko wyobrazić można. I czyjeż pióro odmaluje ten świeży powab jedwabiącej się zieleni traw i kwiecia co się tu po obojej stronie srebrzystego rozesłały strumienia, i te piękne sterczące skały co otoczyły dolinę? – Dziwny, niewysłowiony urok ogarnia zmysły, kiedy przy rubinowem oświetleniu zaranka, wpatrzysz się w ten amfiteatr skał, w których wyobraźnia odkryje ci wielorakie kształty i barwy tych ślicznych olbrzymich postaci malowanych tylko na tle różnowzorowej fantazyi

Ściany wąwozu i dolinkę rzeki porastają lasy – grąd, łęg i buczyna oraz naskalne murawy kserotermiczne. Roślinność runa leśnego najobficiej kwitnie wczesną wiosną, przed rozwojem liści drzew. Całymi płatami zakwita przylaszczka pospolita, zawilec gajowy, kokorycz pełna, a wśród nich szczyr trwały, fiołek wonny, zawilec żółty, złoć żółta, zdrojówka rutewkowata i miodunka ćma. W rezerwacie występuje 17 gatunków roślin chronionych, m.in. buławnik, lilia złotogłów, konwalia majowa, wawrzynek wilczełyko, naparstnica zwyczajna. W naskalnych murawach rosną koniczyna długowłosa, oman szorstki, fiołek kosmaty, parzydło leśne i kozłek trójlistkowy. Licznie występują nietoperze, a z ptaków m.in. pustułka, ortolan, słowik rdzawy.

Stąd o dwie mile w zachodniej stronie

Śliczna Mnikowska dolina;

Wypieszcza kwiaty na swoim łonie,

Jak młoda wiejska dziewczyna

Przez dolinę prowadzi trasa rowerowa i ścieżka turystyczna, przystosowana dla turystów niepełnosprawnych. W przysiółku Skały przed górnym wejściem do doliny urządzono parking, z którego dostępny jest również wąwóz Półrzeczki. O budowie i genezie doliny informują tablice opracowane w ramach projektu Małopolski Szlak Geoturystyczny. Według ludowych przekazów Dolina Mnikowska  była miejscem romantycznych spotkań króla Zygmunta Augusta i Barbary Radziwiłłówny.
W wapiennych skałach Doliny Mnikowskiej dobrze rozwinięte są zjawiska krasowe. Ich efektem jest powstanie wielu jaskiń i schronisk: Chlebowy Piec, Jaskinia Leśnika, Jaskinia na Miłaszówce, Jaskinia nad Matką Boską, Jaskinia nad Miłaszówką, Jaskinia pod Kochanką, Jaskinia przy Matce Boskiej, Jaskinia Stroma, Jaskinia za Matką Boską, Jaskinia Zawalona, Schronisko na Gaiku Pierwsze, Schronisko na Gaiku Drugie, Schronisko przy Źródle, Schronisko w Łomie przy Kładce, Tunel przy Jaskini Zawalonej, Schronisko w Skałce przy Kładce. Nie są dostępne do turystycznego zwiedzania.

## Szlaki turystyki pieszej
– niebieski z Mnikowa przez Dolinę Mnikowską, wąwóz Półrzeczki, Dolinę Brzoskwinki do Brzoskwini